# Rafael Marín Zamora
Rafael Marín Zamora (nascut el 19 de maig de 2002) és un futbolista professional andalús que juga com a central al Vila-real CF, cedit pel Napoli. També ha representat Espanya a nivells sub-17, sub-18 i sub-21.

## Carrera de club

### Reial Madrid
Marín va debutar amb el conjunt castellà el 2 de maig de 2021, entrant com a substitut en una victòria per 3-1 contra el Badajoz. Més tard seria convocat per primera vegada a l'equip sènior el 22 de desembre de 2021, passant la totalitat del partit a la banqueta en una victòria per 2-1 a l'Athletic Club a la primera divisió.

#### Cessió a l'Alavés
El 28 de juliol de 2023, Marín va ser enviat a l'Alavés en una cessió de temporada fins al 30 de juny de 2024.

### Nàpols
El 10 de juliol de 2024, Marín va fitxar pel Napoli de la Sèrie A amb un contracte de 5 anys.

#### Cessió al Vila-real
El 3 de juliol de 2025, Marín va tornar a Espanya després d'acceptar una cessió d'un any amb el Vila-real CF, amb una quota de transferència fixada en 1 milió d'euros. El Submarí Groc té una opció de compra valorada en 15 milions d'euros.